# Исансуповское сельское поселение
Исансуповское се́льское поселе́ние — муниципальное образование в Муслюмовском районе Татарстана Российской Федерации.
Административный центр — деревня Татарское Булярово.

## История
Статус и границы сельского поселения установлены Законом Республики Татарстан от 31 января 2005 года № 30-ЗРТ «Об установлении границ территорий и статусе муниципального образования "Муслюмовский муниципальный район" и муниципальных образований в его составе».

## Население
| 2010  | 2011  | 2012  | 2013  | 2014  | 2015  | 2016  |
| ----- | ----- | ----- | ----- | ----- | ----- | ----- |
| 1282  | ↘1278 | ↘1252 | ↘1229 | ↘1200 | ↘1157 | ↘1139 |
| 2017  | 2018  |       |       |       |       |       |
| ↘1123 | ↘1107 |       |       |       |       |       |

## Состав сельского поселения
| № | Населённый пункт   | Тип населённого пункта          | Население |
| - | ------------------ | ------------------------------- | --------- |
| 1 | Исансупово         | село                            |           |
| 2 | Мари-Буляр         | село                            |           |
| 3 | Новое Саитово      | деревня                         |           |
| 4 | Осиновка           | посёлок                         |           |
| 5 | Старое Саитово     | деревня                         |           |
| 6 | Татарское Булярово | деревня, административный центр |           |
| 7 | Чишма              | деревня                         |           |